# Приборкання норовливої (п'єса)
«Приборкання норовливої» (англ. The Taming of the Shrew) — комедія англійського письменника Вільяма Шекспіра, вперше опублікована в 1623 році в Першому фоліо.

## Сюжет
Місце дії - Падуя і заміський будинок Петруччо.
П'єса починається інтродукцією, де сплячого п'яного мідника на ім'я Слай (англ. Sly, букв.  Хитрун) випадково бачить лорд, що повертається з полювання. Він, за допомогою своїх слуг і бродячих акторів, розігрує Слая: прокинувшись в панському ліжку, той виявляє, що став дворянином. Однак інтродукція служить лише вступом до основної п'єси, історія Слая обривається і залишається незакінченою.
Люченцио, вихований у Флоренції син пізанського дворянина Віченца, приїжджає в Падую, де зустрічає двох сестер — Катарину і Бьянку — і закохується в останню . Молодша Б'янка, на відміну від Катаріни, скромна і ввічлива. Норовиста ж Катаріна в суперечці з женихами сестри, старим Греміо, що намагається молодитися, і дворянином Гортензио, демонструє свій сварливий і лихий характер. Батько дівчат, Баптіста, оголошує женихам Б'янки, що поки він не видасть старшу дочку, вони не можуть претендувати на руку молодшої. Він вирішує замкнути Б'янку і Катарину вдома і найняти для них вчителів.
Люченцио придумує наступний план: він втирається в довіру до Греміо під виглядом вчителя «Камбіо», а Трані, слуга Люченцио повинен зобразити самого Люченцио, дворянського сина, сватався до Б'янки. Таким чином Трані прийме на себе невдоволення Греміо і Гортензио, в той час як учитель-Люченцио буде домагатися любові Б'янки у неї ж вдома і під самим носом у Баптисти.
Тим часом Гортензио зустрічає в Падуї свого знайомого — хороброго і дотепного дворянина з Верони на ім'я Петруччо. Той розповідає, що після смерті батька вирішив побродити помандрувати і вигідно одружитися. Гортензио розповідає, що в Падуї є багата і красива наречена, але дуже груба і сварлива. Петруччо впевнений, що впорається з будь-непокірною жінкою. Гортензио також вмовляє Петруччо уявити його в переодягненому вигляді Баптісті як вчителя музики для Б'янки.
Таким чином, в будинку Баптісти збираються всі женихи — уявний «Люченцио» (насправді Трані), що представляється дворянином, навмисним одружитися з Б'янкою; Греміо, який приводить із собою вчителя латинської та грецької на ім'я Камбіо (насправді це Люченцио), загримований Гортензио, рекомендований Петруччио як учитель музики «Лічіо з Мантуї», і сам Петруччо з Верони.
Баптіста наймає вчителів, вітає «Люченцио» -Траніо і Петруччо. Петруччо відверто заявляє Баптісті про його намір посвататися до Катаріни, якщо за дівчиною дадуть гарне придане. Баптиста обіцяє половину спадщини після своєї смерті, а відразу після весілля — двадцять тисяч крон. Петруччо згоден, та й лихий і знатний наречений подобається Баптісті. Ось тільки у батька є сумніви, що Катаріна погодиться.
Однак Петруччо просить запросити до нього в вітальню наречену для знайомства, він упевнений, що порозуміється з дівчиною.
В очікуванні Катаріни, Петруччо викладає свій план — він має намір «обхитрити» уперту дівчину: не звертати уваги на її шпильки і брутальності, поводитися так, ніби насправді Катаріна привітна і мила з ним. План спрацьовує — гостра на язик Катаріна зустрічає гідного противника: там, де інший би вже давно грюкнув дверима, Петруччо демонструє стійкість, винахідливість і велике почуття гумору. Дівчина збита з пантелику і непомітно для себе виявляється публічно заручена з Петруччо. Наречений призначає весілля на найближчу неділю і залишає будинок нареченої.
У неділю все готово до вінчання, Катаріна вбрана і волею-неволею чекає нареченого. Але Петруччо затримується на кілька годин, змушуючи Катарину тремтіти від перспективи залишитися покинутою біля вівтаря. Нарешті наречений приїжджає — але він брудний, одягнений абияк і, схоже, п'яний. Однак Петруччо не приводить себе в порядок, він має намір вінчатися або так, або ніяк. І Катаріна змушена поступитися. Під час церемонії наречений поводиться зухвало, але наречена знову ж повинна терпіти, щоб церемонія не зірвалася і їй не довелося стати посміховиськом для всього міста. Після вінчання Петруччо заявляє, що він не може залишитися на весільний бенкет, йому треба їхати і дружина повинна слідувати за ним. Баптіста марно намагається умовити зятя залишитися. Нарешті, до прохання батька приєднується і Катаріна — але Петруччо непохитний, і відвозить дружину.
Два уявних вчителя (Люченцио і Гортензио) залишаються в Падуї, намагаючись завоювати симпатії Б'янки. Процвітає в цьому Люченцио, а Гортензио вирішує одружитися із давно небайдужою до нього вдовою. Тим часом Трані під виглядом Люченцио плутає всі карти старому Греміо, віднаджуючи його від будинку Баптісти.
У маєтку Петруччо очікують молодих. З'являється слуга Петруччо Грум і повідомляє, що вони скоро будуть. Він зі сміхом розповідає про ті випробування, яким піддає господар свою молоду дружину: він не тільки відвіз Катарину з її весільного бенкету, змусив їхати в дальній і виснажливий шлях, але по дорозі під виглядом турботи про неї він дозволив їй же впасти в бруд з коня . Нарешті, з'являються молодята. Катаріна остаточно змучена дорогою і голодна. Але Петруччо не дає їй повечеряти — він чіпляється до страв, вважає їх негідними своєї дружини, лає слуг. Потім молодята йдуть в спальню, але і поспати Катаріні теж не вдається — Петруччо вважає, що і ліжко недостатньо хороше для його дружини, перевертає матрац і подушки, остаточно доконав Катарину.
Залишившись у владі Петруччо, дівчина поступово усвідомлює, що якщо сперечатися з її далеко не боязкому і не менше ніж вона язикатим дружину — то він не дасть їй спокійного життя, тому треба упокорити свою вдачу і стати більш поступливою.
Приходять звістки з Падуї — Баптіста видає Б'янку в шлюб з багатієм «Люченцио» (яким раніше прикидається Трані), Катаріна і Петруччо виїжджають на весілля.
По дорозі вони зустрічають Вінченцо — батька справжнього Люченцио. Петруччо відчуває покірність дружини, вимагаючи, щоб вона погоджувалася з ним. То він каже, що Вінченцо — це юна діва і вимагає від Катаріни поцілувати красуню. Катаріна не сперечається з Петруччо, і вітає «красуню». Але чоловік уже поміняв свою думку і дорікає Катарину за те, що вона налякала поважного старця. Катаріна вибачається перед Вінченцо і вітає його належним чином. Однак спантеличеного Вінченцо тут же заспокоюють, а дізнавшись, хто він — повідомляють про майбутнє весілля його сина з молодшою сестрою Катаріни і пропонують продовжити шлях разом.
Однак прибувши до Падуї Вінченцо виявляє, що у уявного «Люченцио» з'явився і уявний «батько Вінченцо» (через вимоги Баптісти Трані і Люченцио знаходять якогось учителя і обманом вмовляють його зіграти роль «Вінченцо, дворянина з Пізи»). Відбувається комічна сцена, коли справжнього Вінченцо не пускає в його ж власний будинок уявний Вінченцо, настільки увійшов в роль, що сам майже повірив в неї. З'являється Трані, вбраний як дворянин. Вінченцо пізнає в ньому слугу свого сина і, не знаючи, що ще й подумати, вирішує, що його сина вбили і привласнили його майно. «Люченцио» і «Вінченцо» викликають варту, і старого майже заарештовують. Однак тут з'являється і справжній Люченцио, і все дозволяється. Та до того ж Люченцио повідомляє, що тільки що він обвінчався з Б'янкою. Присутній при цьому Баптіста прощає обман і запрошує всіх до свого дому на бенкет.
На бенкеті присутні безліч гостей, в тому числі невдаха наречений Греміо, Вінченцо, господар будинку Баптіста, а також три подружні пари — Гортензио зі своєю дружиною, Люченцио з Б'янкою і Петруччо з Катаріною. Коли жінки виходять, між чоловіками зав'язується суперечка — чия дружина більш слухняна. Кожен б'ється об заклад, що саме його. Вирішено, що для перевірки треба послати слугу до дружин з проханням чоловіка з'явитися на його поклик. Чия дружина прийде — той і виграв.
Спочатку посилає слугу Люченцио. Однак Б'янка відмовляється приходити на перший поклик молодого чоловіка.
Потім за своєю дружиною посилає Гортензио — але і його дружина не приходить, пропонує прийти до неї.
Нарешті, Петруччо просить слугу сходити до господині і передати, що він «наказує їй прийти». Всі сміються і чекають відмови. Однак несподівано саме Катаріна приходить, ніж призводить всіх в подив.
А Петруччо вимагає, щоб дружина сходила за Б'янкою і дружиною Гортензио — і притягла їх сюди хоч силоміць.
Захоплений Баптіста збільшує посаг Катаріни: «Інша дочка — посаг іншого!».
З'являється Катаріна, приводячи Б'янку і дружину Гортензио. Петруччо вимагає, щоб Катаріна кинула на підлогу шапочку, яка їй, нібито, не пасує. Катаріна підпорядковується. Дружина Гортензио і Б'янка обурюються від такої дурної поведінки. Петруччо просить дружину пояснити «цим сварливим жінкам», як дружина повинна служити чоловікові.
Катаріна виголошує промову про борг дружини і визнається, що її норовистість була лише завісою, за якою вона з гордості ховала бажання любові та справжнього сімейного щастя. Лише змирилася жінка здатна все це випробувати в повній мірі, оскільки гордість перешкоджає щастю і є джерелом такого внутрішнього розладу, впоратися з яким можуть часом лише настільки жорстокі, на перший погляд, прийоми «приборкання», які змушений був застосовувати до неї майбутній чоловік заради її ж перетворення.
Ця мова Катаріни підтверджує, що Петруччо не дарма довелося ризикувати, боротися за любов Катаріни не силою, а хитрістю, не втрачаючи віри в себе там, де інший би відступив. В нагороду за цю свою віру і за ризик Петруччо знаходить вірну і люблячу дружину.
"Ви вцілили, та виграв я заклад. І вам добраніч побажати рад." — завершують п'єсу слова Петруччо.

## Персонажі
- Катеріна — норовлива, старша дочка Баптісти.
- Б'янка — менша дочка Баптісти, сестра Катеріни.
- Баптіста Мінола — заможний падуанець, батько Катеріни та Б'янки.
- Петруччо — веронець, жених Катеріни.
- Гремйо — багатий літній падуанець, жених Б'янки.
- Люченцо — син Вінченцо з Пізи, закоханий у Б'янку (згодом перебраний на Камбйо, вчителя).
- Гортензіо — падуанець, жених Б'янки (згодом перебраний на Ліччо, вчителя музики).
- Грумйо — слуга Петруччо.
- Траньйо — слуга Люченцо (згодом перебраний на свого пана).
- Бйонделло — другий слуга Люченцо.
- Вінченцо — багатий пізанський купець, батько Люченцо.
- Удова, що виходить за Гортензіо.
- Учитель з Мантуї, згодом перебраний на Вінченцо з Пізи.
- Галантерейник.
- Кравець.
- Кертіс — слуга Петруччо.
- Натаніель — слуга Петруччо.
- Джозеф — слуга Петруччо.
- Пітер — слуга Петруччо.
- Ніколас — слуга Петруччо.
- Філіп — слуга Петруччо.

Персонажі у вступі:
- Крістофер Пройд — лудильник.
- Шинкарка в сільському шинку.
- Лорд.
- Лордів паж, перевдягнений на даму.
- Ловчі Лорда.
- Актори із трупи мандрівних акторів.
- Прислуга при пажі.

## Українські переклади
Перший переклад українською мовою зробив Пантелеймон Куліш у 1881 p.; під назвою «Приборкана гоструха» він увійшов до першого тому творів Шекспіра. Окремим виданням переклад Куліша вийшов за редакцією та з передмовою Івана Франка в 1900 році у Львові. Наступні переклади українською мовою здійснили Іван Кочерга та Юрій Лісняк.